# Euphorbia subpeltata
Euphorbia subpeltata är en törelväxtart som beskrevs av Sereno Watson. Euphorbia subpeltata ingår i släktet törlar, och familjen törelväxter. Inga underarter finns listade i Catalogue of Life.